# Аль-Батин

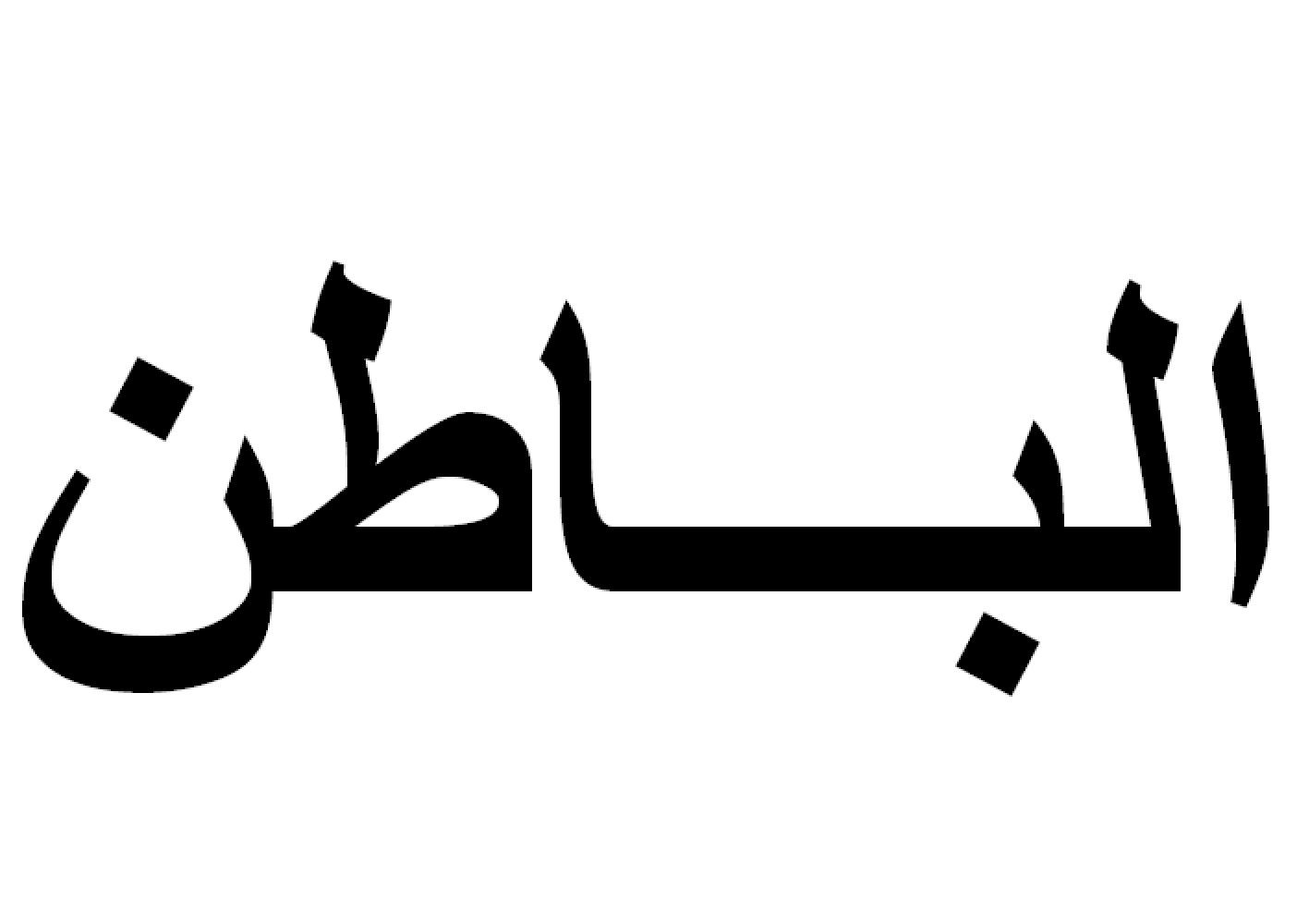
аль-Батин

аль-Бати́н (араб. الباطن‎ — аль-Батино файле) — одно из имён Аллаха. В переводе на русский язык означает «Сокровенный», «Тайный». Противоположность имени аз-Захир («Явный»). Упоминается в Коране: «Он — Первый и Последний, Явный и Скрытый [ва-ль-Батин], и Он о всякой вещи знает.».
Смысл имени аль-Батин заключается в том, что Аллах скрытый, знает как явное, и скрытое, а сам он невидим. Ясные знамения существования и безграничного господства Аллаха проявляются в каждом уголке сотворённого им мира. Человеку не дано видеть Лик Аллаха в земной жизни, однако праведники смогут увидеть его на том свете, и в этом и заключена одна из тайн земного испытания веры. Никто, кроме как с позволения Аллаха, не может видеть его, но его взор объемлет все его творения. Аль-Батин является олицетворением близости Аллаха к человеку, всему сотворенному, божественному проявлению во вселенной.
В другом аяте также подтверждается то, что Аллаха невозможно увидеть: «Взоры не могут постичь Его, а Он постигает взоры. Он — Проницательный (или Добрый), Сведущий.».